# 张洪恩
张洪恩（1956年—），河南巩义人，汉族，中华人民共和国政治人物、第十一届全国人民代表大会河南地区代表。
毕业于中南财经政法大学经济法专业，是中共党员。担任河南豫联能源集团有限责任公司董事长。2008年起担任全国人大代表。